# Llista de monuments de Castellfollit del Boix
Llista de monuments de Castellfollit del Boix inclosos en l'Inventari del Patrimoni Arquitectònic Català per al municipi de Castellfollit del Boix (Bages). Inclou els inscrits en el Registre de Béns Culturals d'Interès Nacional (BCIN) amb la classificació de monuments històrics i els Béns Culturals d'Interès Local (BCIL) de caràcter arquitectònic.
| Monument                                        | Protecció   | Estil/època                      | Localització                                                                 | Coordenades                                          | Codi?         | Imatge |
| ----------------------------------------------- | ----------- | -------------------------------- | ---------------------------------------------------------------------------- | ---------------------------------------------------- | ------------- | --- |
| Castell de Castellfollit                        | BCIN 651-MH | Medieval                         | Castellfollit del Boix                                                       | 41° 40′ 07″ N, 1° 42′ 17″ E / 41.668473°N,1.704847°E | RI-51-0005358 | Castell de Castellfollit (Castellfollit del Boix) · Vegeu més fotos d'aquest monument · Carregueu una nova foto d'aquest monument                 |
| Castell de Grevalosa                            | BCIN 652-MH | Medieval                         | Castellfollit del Boix Cogulló de Can Torre                                  | 41° 41′ 14″ N, 1° 41′ 11″ E / 41.687344°N,1.686293°E | RI-51-0005359 | Castell de Grevalosa (Castellfollit del Boix) · Vegeu més fotos d'aquest monument · Carregueu una nova foto d'aquest monument                     |
| Castell de Maians                               | BCIN 653-MH | Medieval                         | Castellfollit del Boix                                                       | 41° 38′ 15″ N, 1° 42′ 12″ E / 41.637591°N,1.703429°E | RI-51-0005360 | Castell de Maians (Castellfollit del Boix) · Vegeu més fotos d'aquest monument · Carregueu una nova foto d'aquest monument                        |
| Església de Sant Pere de Castellfollit del Boix |             | Romànic XI                       | Castellfollit del Boix A uns 2 km del caseriu de Santa Maria                 | 41° 40′ 11″ N, 1° 42′ 04″ E / 41.669711°N,1.701095°E | IPA-16389     | Església de Sant Pere de Castellfollit del Boix · Vegeu més fotos d'aquest monument · Carregueu una nova foto d'aquest monument                   |
| Església de Santa Cecília de Grevalosa          |             | Romànic XII-XIII                 | Castellfollit del Boix Mas Palomes                                           | 41° 41′ 35″ N, 1° 39′ 14″ E / 41.693117°N,1.653950°E | IPA-16392     | Església de Santa Cecília de Grevalosa (Castellfollit del Boix) · Vegeu més fotos d'aquest monument · Carregueu una nova foto d'aquest monument   |
| Ruïnes de l'església de Sant Pere del Mont      |             | Romànic XII                      | Castellfollit del Boix Serra de Bacardit, aiguavés del torrent dels Vilassos | 41° 42′ 41″ N, 1° 39′ 10″ E / 41.711366°N,1.652911°E | IPA-16393     | Carregueu una nova foto d'aquest monument |
| Can Torra                                       |             | Obra popular XVI, XVIII          | Castellfollit del Boix Pla de Fontanelles                                    | 41° 40′ 47″ N, 1° 41′ 26″ E / 41.679821°N,1.690663°E | IPA-16394     | Can Torra (Castellfollit del Boix) · Vegeu més fotos d'aquest monument · Carregueu una nova foto d'aquest monument                                |
| Església de Sant Vicenç de Fontanelles          |             | Romànic XIII                     | Castellfollit del Boix Mas Fontanelles                                       | 41° 41′ 17″ N, 1° 42′ 20″ E / 41.688035°N,1.705679°E | IPA-16395     | Església de Sant Vicenç de Fontanelles (Castellfollit del Boix) · Vegeu més fotos d'aquest monument · Carregueu una nova foto d'aquest monument   |
| Can Vives                                       |             | Obra popular XVII                | Castellfollit del Boix Pla de Fontanelles                                    | 41° 40′ 01″ N, 1° 41′ 50″ E / 41.667034°N,1.697234°E | IPA-16396     | Can Vives (Castellfollit del Boix) · Vegeu més fotos d'aquest monument · Carregueu una nova foto d'aquest monument                                |
| Can Fontanellas                                 |             | Obra popular XVII, XVIII         | Castellfollit del Boix Pla de Fontanelles                                    | 41° 41′ 17″ N, 1° 42′ 20″ E / 41.688035°N,1.705679°E | IPA-16397     | Can Fontanellas (Castellfollit del Boix) · Vegeu més fotos d'aquest monument · Carregueu una nova foto d'aquest monument                          |
| Capella de la Mare de Déu del Roser             |             | Obra popular XVIII               | Castellfollit del Boix A tocar del mas de Can Prat                           | 41° 39′ 27″ N, 1° 39′ 44″ E / 41.657502°N,1.662315°E | IPA-16398     | Carregueu una nova foto d'aquest monument |
| Església de Sant Andreu de Maians               |             | Barroc, obra popular XVIII Final | Castellfollit del Boix Maians                                                | 41° 38′ 08″ N, 1° 41′ 02″ E / 41.635640°N,1.683957°E | IPA-16399     | Església de Sant Andreu de Maians (Castellfollit del Boix) · Vegeu més fotos d'aquest monument · Carregueu una nova foto d'aquest monument        |
| Església de Sant Jaume del Clot del Grau        |             | Obra popular XVII                | Castellfollit del Boix Prop de Can Grau                                      | 41° 40′ 02″ N, 1° 38′ 41″ E / 41.667204°N,1.644684°E | IPA-16400     | Església de Sant Jaume del Clot del Grau (Castellfollit del Boix) · Vegeu més fotos d'aquest monument · Carregueu una nova foto d'aquest monument |
| Església vella de Sant Andreu de Maians         |             | Romànic XI                       | Castellfollit del Boix Ctra. Manresa-Igualada, km 12, trencall mà esquerra   | 41° 38′ 15″ N, 1° 42′ 12″ E / 41.637582°N,1.703434°E | IPA-16401     | Carregueu una nova foto d'aquest monument |
| Mas Regordosa                                   |             | Obra popular XVI                 | Castellfollit del Boix Pla d'en Grau                                         | 41° 41′ 05″ N, 1° 38′ 09″ E / 41.684801°N,1.635794°E | IPA-16402     | Carregueu una nova foto d'aquest monument |
| Can Prat                                        |             | Obra popular                     | Castellfollit del Boix Pla d'en Grau                                         | 41° 39′ 26″ N, 1° 39′ 46″ E / 41.657360°N,1.662831°E | IPA-16403     | Can Prat (Castellfollit del Boix) · Vegeu més fotos d'aquest monument · Carregueu una nova foto d'aquest monument                                 |
| Torre de Moros o Molí de vent                   |             | Obra popular XVII                | Castellfollit del Boix Pla d'en Grau, prop de Can Prat                       | 41° 39′ 32″ N, 1° 39′ 20″ E / 41.658863°N,1.655567°E | IPA-16404     | Torre de Moros (Castellfollit del Boix) · Vegeu més fotos d'aquest monument · Carregueu una nova foto d'aquest monument                           |
| Can Palomas                                     |             | Obra popular XIX                 | Castellfollit del Boix Pista a Grevolosa                                     | 41° 41′ 45″ N, 1° 40′ 12″ E / 41.695910°N,1.669883°E | IPA-16405     | Carregueu una nova foto d'aquest monument |
| Mas el Pubill                                   |             | Obra popular XVI, XVIII          | Castellfollit del Boix Grevolosa                                             | 41° 40′ 54″ N, 1° 39′ 01″ E / 41.681735°N,1.650345°E | IPA-16406     | Mas el Pubill (Castellfollit del Boix) · Vegeu més fotos d'aquest monument · Carregueu una nova foto d'aquest monument                            |
| Ruïnes del Mas el Lledó                         |             | Obra popular XVIII               | Castellfollit del Boix Grevolosa                                             | 41° 41′ 28″ N, 1° 38′ 48″ E / 41.691070°N,1.646803°E | IPA-16407     | Carregueu una nova foto d'aquest monument |
| Can Marquet                                     |             | Obra popular XVIII               | Castellfollit del Boix Grevolosa                                             | 41° 42′ 12″ N, 1° 38′ 34″ E / 41.703406°N,1.642741°E | IPA-16408     | Carregueu una nova foto d'aquest monument |
| Mas la Morera                                   |             | Obra popular XVIII               | Castellfollit del Boix Grevolosa                                             | 41° 41′ 41″ N, 1° 38′ 42″ E / 41.694859°N,1.645072°E | IPA-16409     | Carregueu una nova foto d'aquest monument |
| Ruïnes de Sant Miquel de Grevalosa              |             | Preromànic, romànic IX           | Castellfollit del Boix                                                       | 41° 41′ 26″ N, 1° 39′ 37″ E / 41.690448°N,1.660251°E | IPA-16410     | Ruïnes de Sant Miquel de Grevalosa (Castellfollit del Boix) · Vegeu més fotos d'aquest monument · Carregueu una nova foto d'aquest monument       |
| Can Montaner                                    |             | Obra popular XVII                | Castellfollit del Boix Prop del lloc de Grevolosa                            | 41° 40′ 38″ N, 1° 39′ 16″ E / 41.677188°N,1.654326°E | IPA-16411     | Carregueu una nova foto d'aquest monument |
| Cal Plaxats                                     |             | Obra popular XIX                 | Castellfollit del Boix Clot del Grau                                         | 41° 40′ 03″ N, 1° 38′ 40″ E / 41.667619°N,1.644442°E | IPA-16412     | Carregueu una nova foto d'aquest monument |
| Can Grau                                        |             | Obra popular XVII                | Castellfollit del Boix Clot del Grau                                         | 41° 40′ 06″ N, 1° 38′ 47″ E / 41.668243°N,1.646489°E | IPA-16413     | Carregueu una nova foto d'aquest monument |
| El Corral Nou                                   |             | Obra popular XVIII               | Castellfollit del Boix Ctra. Igualada-Manresa                                | 41° 38′ 34″ N, 1° 42′ 15″ E / 41.642737°N,1.704166°E | IPA-16414     | Carregueu una nova foto d'aquest monument |
| Can Canyelles                                   |             | Obra popular XVI                 | Castellfollit del Boix Ctra. Igualada-Manresa                                | 41° 39′ 49″ N, 1° 43′ 01″ E / 41.663556°N,1.716913°E | IPA-16415     | Carregueu una nova foto d'aquest monument |
| Can Serra                                       |             | Obra popular XVII                | Castellfollit del Boix Ctra. Igualada-Manresa, km 16,9, a 1,5 km             | 41° 40′ 04″ N, 1° 43′ 19″ E / 41.667853°N,1.721885°E | IPA-16416     | Carregueu una nova foto d'aquest monument |
| Can Vilomara                                    |             | Obra popular XVI                 | Castellfollit del Boix Camí des del nucli                                    | 41° 40′ 14″ N, 1° 41′ 23″ E / 41.670528°N,1.689818°E | IPA-16419     | Carregueu una nova foto d'aquest monument |
| Església de Santa Maria                         |             | Obra popular XX                  | Castellfollit del Boix Als afores del poble                                  | 41° 39′ 58″ N, 1° 41′ 01″ E / 41.666018°N,1.683718°E | IPA-38409     | Església de Santa Maria (Castellfollit del Boix) · Vegeu més fotos d'aquest monument · Carregueu una nova foto d'aquest monument                  |
| Molí del Pubill                                 |             | Obra popular                     | Castellfollit del Boix                                                       | 41° 40′ 57″ N, 1° 39′ 00″ E / 41.68250°N,1.65009°E   | IPA-46198     | Carregueu una nova foto d'aquest monument |